# Fiat Uno
Fiat Uno (type 146) var en minibil fra Fiat, som i starten af 1983 afløste Fiat 127. Uno dannede ligeledes basis for sedanen Fiat Duna, stationcaren Fiat Duna Weekend (senere Innocenti Elba) og LAV'en Fiat Fiorino.
Modellen var designet af Giorgetto Giugiaro, og blev i Italien produceret i to generationer frem til efteråret 1995.
I Brasilien fremstilles den anden modelgeneration af Uno fortsat og sælges under navnet Fiat Mille. I dele af Sydamerika blev der i foråret 2010 introduceret en på den nye Panda baseret tredje generation under navnet Nuevo Uno (i spansktalende lande) hhv. Novo Uno (i Brasilien). I andre lande betragtes Fiat Punto og Fiat Palio som efterfølgere for Uno.

## Navnet
Navnet Uno betyder "én" på italiensk.

## Historie
Fiat Uno blev mellem januar 1983 og oktober 1995 fremstillet på de italienske Fiat-fabrikker Mirafiori og Rivalta di Torino og solgt i Vesteuropa. I andre lande blev den dog produceret længere; i Brasilien og Egypten blev den sågar fremstillet helt frem til 2012 under navnet "Fiat Mille". Uno vandt tilsammen 11 internationale priser, heriblandt Årets Bil i Danmark og Europa 1984, og blev i flere forskellige udførelser (Uno, Duna, Penny, Fiorino, Premio, Elba og Mille) solgt over hele verden. I 1980'erne var modellen sammen med konkurrenten Peugeot 205 en af de mest solgte importbiler i Tyskland, og i Europa i flere år den mest solgte bil.
Uno var den første bil overhovedet, som i vidt omfang blev fremstillet automatisk af robotter. For automatisk svejsning sørgede 200 robotter, og yderligere 20 stod for lakering. Karrosseriet bestod kun af 172 enkeltdele forbundet med 2.700 svejsepunkter, hvoraf kun 30 var nødt til at laves manuelt. Produktionsindretningerne var så fleksibelt lavet, at der samtidig på det samme samlebånd også kunne laves andre modeller, hvilket gjorde at fabrikken bedre kunne følge med efterspørgslen.

## Teknik

### Karrosseri
Det selvbærende stålkarrosseri med motorhjelm og bagklap af på begge sider forzinket stålplade fandtes med enten tre eller fem døre. cw-værdien lå på 0,34 (fra september 1989 med lavere kølergrill 0,30). Der var ingen regnrender, kun en enarmet forrudevisker og fingerhuller til døråbnerne i stedet for dørhåndtag på tredørsmodellerne. Kunststofkofangerne optog parkeringsbuler skadesløst ved hastigheder op til 5 km/t. Uno Turbo, SX og nogle specialmodeller var udstyret med fjernoplåsning af bagklappen placeret til venstre for førersædet. Uno Turbo (Uno I) havde en bagklap med integreret spoiler af kunststof. Uno blev også ombygget til cabriolet (med B-søjle) af firmaet L&H Automobile i Frankfurt. I Italien fandtes Uno også som van til erhvervsmæssig brug, hvor de bageste sideruder var afdækket med en folie, bagsædet manglede og der var monteret et beskyttelsesgitter bag forsæderne.

### Motorer
I den første tid havde Uno motorer, som allerede var kendt fra andre Fiat-modeller: konstruktionen af 33 kW-motoren med sideliggende knastaksel stammede helt tilbage fra 1950'erne og motoren var allerede blevet anvendt i Fiat 127, mens 40 kW-motoren stammede fra Fiat 128 fra 1969. I 1985 kom de nykonstruerede FIRE (Fully Integrated Robotized Engine)-motorer. De var bygget således, at de kunne monteres af robotter.

#### Benzin

##### 45
- 45: 903 cm³, fire cylindre med 33 kW (45 hk); fra 1983
- 45 ES (Energy Saving): 903 cm³, fire cylindre med 33 kW (45 hk); fra 1983
- 45 i.e. Kat.: 986 cm³, fire cylindre SPI med 32 kW (44 hk); fra 1985
- 45 (S/SL): 986 cm³, fire cylindre med 33 kW (45 hk); fra 1985
- 45 (S) i.e.: 986 cm³, fire cylindre SPI med 33 kW (45 hk); fra 1987
- 45 (S) i.e.: 999 cm³, fire cylindre SPI med 33 kW (45 hk); fra 1989
- 45 i.e. Kat.: 999 cm³, fire cylindre SPI med 33 kW (45 hk); fra 1992

##### 50
- 50 S/SL: 1108 cm³, fire cylindre med 37 kW (50 hk); fra 1985
- 50 i.e.: 1108 cm³, fire cylindre SPI med 37 kW (50 hk); fra 1991

##### 55
- 55 (S): 1108 cm³, fire cylindre med 40 kW (54 hk); fra 1983
- 55 Matic: 1108 cm³, fire cylindre med 42 kW (57 hk); fra 1983

##### 60
- 60 (S/SL): 1108 cm³, fire cylindre med 43 kW (58 hk); fra 1985
- 60 (S/SL): 1108 cm³, fire cylindre SPI med 42 kW (57 hk); fra 1990
- 60 Selecta: 1116 cm³, fire cylindre med 43 kW (58 hk) og trinløs CVT-gearkasse; fra 1989

##### 70
- 70 S: 1280 cm³, fire cylindre med 50 kW (68 hk); fra 1983
- 70 (S/SL): 1280 cm³, fire cylindre med 48 kW (65 hk); fra 1985
- 70 S: 1372 cm³, fire cylindre med 52 kW (71 hk); fra 1989
- 70 S i.e.: 1372 cm³, fire cylindre SPI med 51 kW (69 hk); fra 1989
- 70 Selecta: 1372 cm³, fire cylindre SPI med 52 kW (71 hk) og trinløs CVT-gearkasse; fra 1989

##### 75
- 75 i.e.: 1498 cm³, fire cylindre MPI med 55 kW (75 hk); fra 1985
- 75 S/SX i.e.: 1498 cm³, fire cylindre SPI med 55 kW (75 hk); fra 1988

##### Turbo i.e.
- Turbo i.e.: 1301 cm³, fire cylindre MPI med turbolader og 77 kW (105 hk); 4/1985 − 8/1987
- Turbo i.e.: 1283 cm³, fire cylindre MPI med turbolader og 73 kW (99 hk); 1/1987 − 12/1987
- Turbo i.e. Kat.: 1283 cm³, fire cylindre MPI med turbolader og 74 kW (101 hk); 1/1987 − 8/1989
- Turbo i.e. Kat.: 1301 cm³, fire cylindre MPI med turbolader og 74 kW (101 hk); 10/1989 − 9/1991
- Turbo i.e. Racing: 1372 cm³, fire cylindre MPI med turbolader og 82 kW (112 hk); 5/1991 − 7/1995

#### Diesel
- D/DS/DSL: 1288 cm³, fire cylindre med 33 kW (45 hk); fra 1983
- 60 D/DS: 1677 cm³, fire cylindre med 44 kW (60 hk); fra 1985
- 70 TD: 1357 cm³, fire cylindre med turbolader og 52 kW (71 hk); fra 1985

#### Bemærkninger
- Versionerne med benzinmotor er ikke E10-kompatible.[4]

### Gearkasse
I den første serie frem til 1989 havde Uno 45 kun firetrins gearkasse (med undtagelse af ES, 45 Super og 45 i.e.). Alle andre versioner havde fem gear. I 1991 kom der også en model med automatgear, Uno Selecta med 1,5-litersmotor (1498 cm³/55 kW (75 hk)) og trinløs CVT-gearkasse.

### Undervogn
Uno var udstyret med tandstangsstyretøj og separate hjulophæng på alle fire hjul, fortil med fjederben og trekantsled af stålplade. Alle Uno-modeller havde gastryksstøddæmpere som standardudstyr. På begge aksler løb hjulene parallelt, hvilket reducerede rullemodstand og dækslid.

### Bremser
Alle Uno-modeller var fortil udstyret med skivebremser, og bagtil (med undtagelse af Uno Turbo) tromlebremser med lastafhængig bremsekraftregulator. I starten havde Uno 45 ingen bremseforstærker. ABS-bremser kunne fra oktober 1988 leveres som ekstraudstyr til Uno Turbo.

### Hjul
Uno (med undtagelse af Uno Turbo og visse specialmodeller) var udstyret med stålfælge af størrelse 4,50 B × 13. Kun Turbo havde som standard alufælge i størrelse 5,5J × 13. Dækkene var på de svagere modeller af størrelse 135 SR 13, og på stærkere modeller (fra 55 Super og opefter) 155/70 SR 13; på Turbo 175/60 HR 13. Fra september 1989 fik alle modeller (undtagen Turbo) dæk i størrelse 155/70 R 13.

## Modelhistorie

### Uno I
- Januar 1983: Introduktion af Uno som efterfølger for Fiat 127, tilgængelig med tre eller fem døre og firecylindrede motorer fra 32 kW (44 hk).
- April 1985: Sportslig topmodel Uno Turbo i.e. med 1,3-litersmotor med turbolader og 77 kW (105 hk).
- Januar 1986: Uno 75 S i.e. med 1,5-litersmotor med 55 kW (75 hk) og reguleret katalysator. Først med multipoint-indsprøjtningsanlæg fra Magneti Marelli, men fra modelår 1989 på grund af tekniske problemer udskiftet med Bosch singlepoint.
- Marts 1986: Uno 45 Fire med 1,0-litersmotor med 32 kW (44 hk).
- Oktober 1986: Uno 60 Diesel med 1,7-liters dieselmotor med 44 kW (60 hk).
- September 1987: Specialmodel "Elba" med 1,0-liters FIRE-motor eller 1,5-litersmotor.
- Marts 1988: Specialmodel "Adria" med bl.a. oplukkelige sideruder bagi (tredørs), i bilens farve lakeret kølergrill og sidespejle og motorer ligesom specialmodellen "Elba".
- April 1988: Uno 45 S i.e. med 1,0-litersmotor med 33 kW (45 hk) og reguleret katalysator.
- Februar 1989: Specialmodeller "SG" og "Scala".
- Juni 1989: Specialmodel "Smart" (kun i Italien).

### Uno II
- August 1989: Facelift af Uno. Fladere forlygter, ny kølergrill, nyt front- og hækparti og nyt kabineudstyr.
- Oktober 1989: Uno 75 i.e. med 1,5-litersmotor med 55 kW (75 hk) og reguleret katalysator.

Ny turboversion med 74 kW (101 hk) og spoilere, alufælge og specielt kabineudstyr.
- April 1990: Uno DS med 1,7-liters dieselmotor med 44 kW (60 hk).
- September 1990: Uno 1,4 i.e. med 1,4-litersmotor med 51 kW (69 hk) som yderligere version.
- 1990 til 1992: Specialmodel Uno 1,3 Formula i sort/antrazit med el-ruder, glasskyde/-hævetag, centrallåsesystem og rødt skrifttræk på dørene.
- Februar 1991: Uno Selecta med 1,5-litersmotor med 55 kW (75 hk) og trinløst automatgear.
- April 1991: Uno 1,1 i.e. med 1,1-litersmotor med 37 kW (50 hk).
- Juli 1991: Turboversion optimeret, nu som Uno Turbo Racing med 1,4-litersmotor med 82 kW (112 hk).

Specialmodel "Amica" med bl.a. ekstra halogenforlygter, varmedæmpende ruder, modificeret kabineudstyr samt i bilens farve lakerede sidespejle og kofangere. Motorer: 1,0 liter Fire med 33 kW (45 hk) og 1,4 liter med 51 kW (69 hk). Farver: Snehvid, sort, metalblå og metalhvid.
- September 1991: Specialmodel "Crazy" med bilradio og heldækkende hjulkapsler. Motor: 1,0 liter Fire med 33 kW (45 hk).
- Marts 1992: Specialmodeller "Pink" og "Verde" med varmedæmpende ruder og kabineudstyr i pink hhv. grøn.

Specialmodel "Primavera" med specielt kabineudstyr i rød eller grøn/blå. Valgmulighed mellem otte forskellige udvendige farver.
Specialmodel "Top Class" med bl.a. metallak, læderkabine, centrallåsesystem og el-ruder foran.
- August 1992: Specialmodel "Eleganza" med metallak og glasskyde/-hævetag. Motorer: 1,1 liter 37 kW (50 hk) og 1,4 liter 51 kW (69 hk).
- 1993: Specialmodel "Formula" med turbolook og 1,4 liter med 51 kW (69 hk). Med el-ruder, alufælge og dellædersæder.
- Januar 1993: Specialmodel "Start" med heldækkende hjulkapsler og specielt indtræk.
- Marts 1993: Specialmodel "Hobby" med sort tagræling, glasskyde/-hævetag og delt fremklappeligt bagsæde.

Specialmodel "Suite" med metallak, tågeforlygter, lædersæder og læderrat.
- August 1993: Introduktion af efterfølgeren Fiat Punto,[1] med en del af det samme motorprogram.
- Oktober 1995: Indstilling af produktionen i Italien.

### Siden 1993
Produktionen af Uno fortsatte i Indien, Brasilien, Polen og Sydafrika.
- På de brasilianske model er frem for alt frontpartiet modificeret, så det svarer til Fiorino mens bagenden svarer til Uno I. I Brasilien blev der fra 1993 også solgt en motor på 1580 cm³ med 68 kW (92 hk), samt fra 1994 en Uno Turbo 1,4 på 1372 cm³ med 87 kW (118 hk).
- Produktionen i Polen blev indstillet i 2002, hvor Uno kunne fås med airbag og flere andre nyheder.
- Uno fremstilles i dag stadigvæk i Brasilien, hvor den i 2004 kom i en modificeret version under navnet Fiat Novo Mille. Bilen fås der med en 1,0-litersmotor med 40 kW (54 hk) og til eksport til andre sydamerikanske lande samt til Nordafrika (primært Tunesien) en 1,3-motor. Navnene varierer lokalt, så bilen f.eks. i modelår 2011 i Brasilien hed Mille Fire Flex, og i Argentina Uno Fire.
- I Sydafrika blev Uno Turbo 1,4 frem til 1998 bygget i ca. 1.600 eksemplarer.
- I Italien blev Uno fra 1994 solgt under navnet Innocenti Mille. Den brasilianske version var udstyret med karrosseriet fra Uno II, men kabineudstyret fra Uno I. Fra november 1995 til november 1997 blev modellen i Polen bygget under navnet Innocenti Mille Clip.
  - Versioner:
    - Mille Clip 1,0 i.e. 994 cm³ med 35 kW (48 hk); motortype 146C7000
    - Mille Clip 1,4 i.e. 1372 cm³ med 51 kW (69 hk)
    - Mille Clip 1,7 D 1697 cm³ med 42 kW (57 hk); motortype 146B2000
- Også i Pakistan fremstilles Fiat Uno stadigvæk. Der begyndte produktionen dog først i marts 2001. Modellen fremstilles af Raja Motor Co., Ltd. og findes udelukkende med dieselmotorer på 1,3 og 1,7 liter.

### Siden 2010
Den tredje generation blev introduceret i Brasilien i foråret 2010.

## Præstationer
| Model                 | Topfart  | 0-100 km/t | Elasticitet          | ¼ mil     | 1 km      |
| Uno I                 | Uno I    | Uno I      | Uno I                | Uno I     | Uno I     |
| --------------------- | -------- | ---------- | -------------------- | --------- | --------- |
| 45 Fire               | 145 km/t | 16,4 sek.  |                      |           |           |
| 55 S                  | 153 km/t | 13,1 sek.  | 30-50 (3.): 7,4 sek. | 19,4 sek. | 36,5 sek. |
| 70 S                  | 166 km/t | 12,1 sek.  | 30-50 (3.): 6,1 sek. | 18,6 sek. | 34,6 sek. |
| 75 SX i.e. Kat.       | 172 km/t | 10,9 sek.  |                      |           |           |
| Uno Turbo i.e.        | 200 km/t | 8,3 sek.   | 30-50 (3.): 4,5 sek. | 16,2 sek. | 30,2 sek. |
| Uno II                |          |            |                      |           |           |
| Uno Turbo i.e. Kat.   | 192 km/t | 8,9 sek.   | 30-50 (3.): 4,5 sek. | 16,5 sek. | 30,4 sek. |
| Uno Turbo i.e. Racing | 200 km/t | 8,4 sek.   | 30-50 (3.): 4,5 sek. | 16,4 sek. | 30,1 sek. |

Egenvægten på Uno Turbo I lå på 845-905 kg, og på Uno Turbo II på 945 kg. Den kan dog variere alt efter udstyr.